# كلود نيكولير
كلود نيكولير (مواليد 2 سبتمبر 1944) هو رائد فضاء سويسري، أصبح أول مواطن سويسري في الفضاء.